# Nowy Świat

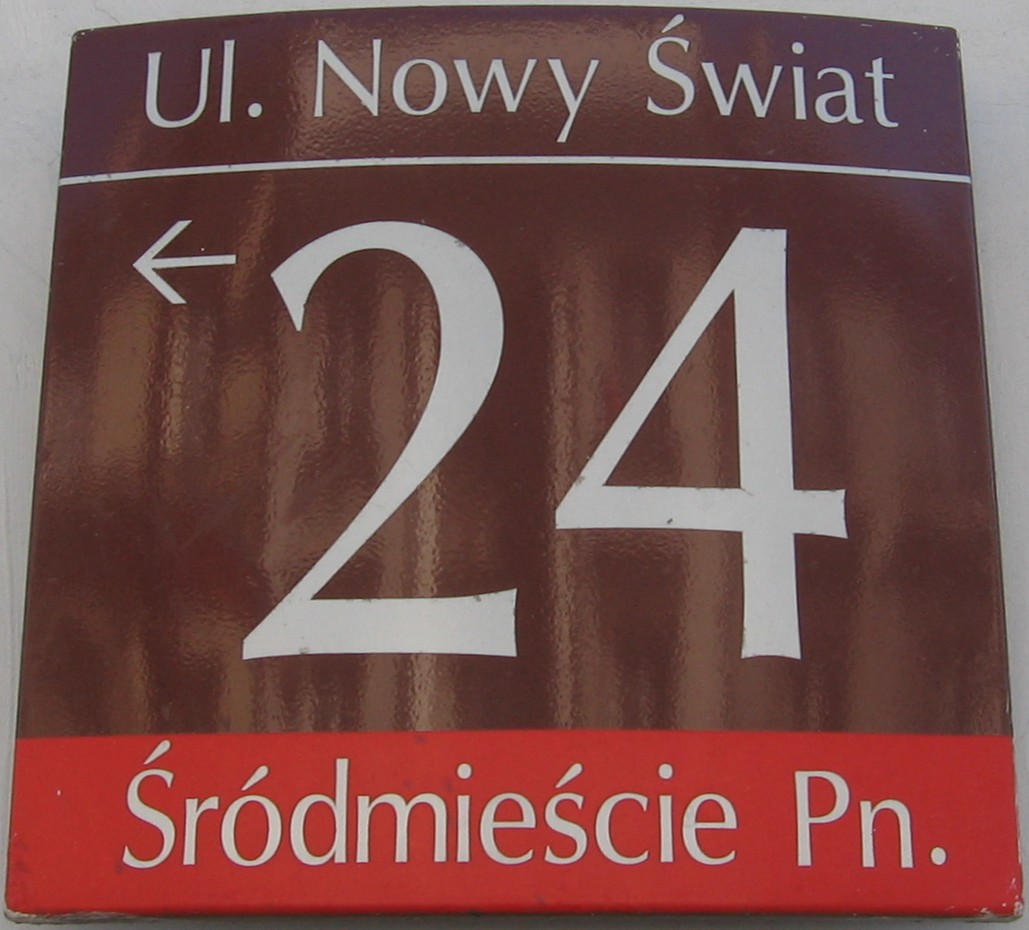
Letrero de la calle.

Ulica Nowy Świat (calle Nuevo Mundo) es la calle comercial y de paseo por excelencia de Varsovia. Forma parte de la denominada "Ruta Real" de la capital polaca.
Es la continuación de la calle Krakowskie Przedmieście (Suburbio de Cracovia) y termina en la plaza Trzech Krzyży (plaza de las Tres Cruces). En el cruce con la concurrida Aleje Jerozolimskie (avenida de Jerusalén) forma la rotonda de Charles de Gaulle. Aunque no es una calle peatonal, actúa prácticamente como tal, ya que las aceras son amplias y la vía se ha reducido a sólo dos carriles y el acceso a ésta es únicamente para el transporte público.
Numerosas firmas comerciales internacionales y afamados restaurantes se han establecido en esta calle. Asimismo, por esta calle se pueden apreciar los siguientes edificios y monumentos históricos entre otros: el Palacio Zamoyski, el Palacio Staszic, el Palacio Kossakowski, y los monumentos de Nicolás Copérnico y de Charles de Gaulle.